# 丁慧
丁慧（1989年6月24日—）是一名中国男子排球运动员，中非混血儿。其父亲可能为南非人，母亲为浙江杭州人，从小与母亲生活在杭州，小学就读文三街小学。2003年，丁慧入选了排球专业队，并在3年后成为浙江男排的一员。曾入选过中国国少和国青队。2009年被选入中国国家男子排球队，为中国排球史上是第一位入选国家队的混血儿。
2012年，丁慧前往美国加州读书留学。
2012年末返回中国杭州排球队归队，新浪网以《丁慧泛泪光心疼浙江男排:从没觉离开过 出国有收获》为标题写了文章。